# 卞庄镇
卞庄镇是中国山东省临沂市苍山县下辖的一个镇。

## 行政区划
卞庄镇下辖朝阳居委会、和平居委会、泉山居委会、前埝头居委会、中兴居委会、祥和居委会、新华居委会、大坊村、宋圩子村、西小屯村、南小庄村、南徐庄村、大城东村、柿树园村、龙沂庄村、石桥村、卞庄南王庄村、仓谷屯村、小坊村、赵洼村、大官庄村、西址坊村、洼桥村、坝口村、山东头村、后营村、刘圩子村、小北山村、东小屯村、小新庄村、卞庄杨庄村、卞庄宋庄村、南城里村、小城东村、前连厂村、小埝村、弯槐树村、苏家庄村、后连厂村、王沙窝村、柞城前村、柞城村、芙蓉东头村、伽右村、北小庄村、高沙窝村、芙蓉西头村、东埝头村、大新庄村、代村、赵管庄村、晒米城前村、葛庄村、前西柞村、后西柞村、西柞官庄村、孙洼村、卞庄姜庄村、林西村、卜庄村、涝村、前张庄村、东西柞村、卞庄后张庄村、西坊上村、西月庄村、中月庄村、中东柞村、后东柞村、道沟崖村、东盘石沟村、东月庄村、苗庄村、马家庄村、前月庄村、西盘石沟村、前东柞村、东坊上村、英沂官庄村、沟东村、金陵村、东北圩村、东址坊村、东南圩村、夏家庄村、小岭沟西村、中圩村、城后村、北城里村、阚庄村、秦庄村、柞城西村、椅子圈村、邹庄村、于庄村、苍山官庄村、太平庄村、大圩子村、西大埠村、金河村、马巷村、莲子汪村、墩头村、顺河庄村、长杨庄村、前宋庄村、小古庄村、后宋庄村、后吴坦村、大古庄村、芦柞王楼村、剡子官庄村、前吴坦村、南哨村、高庄村、西哨三村、西哨二村、西哨一村、芦柞东村、芦柞西村、芦柞三村、小卞庄村、芦柞一村、芦柞二村。